# Ejalusa
Ejalusa lub Jalusa (gr. Αιγιαλούσα lub Γιαλούσα, tur. Yeni Erenköy) – wieś na Cyprze, w dystrykcie Famagusta. Położona jest na terenie republiki Cypru Północnego.